# Proterorhinus marmoratus
Proterorhinus marmoratus es una especie de peces de la familia de los Gobiidae en el orden de los Perciformes.

## Morfología
Los machos pueden llegar a alcanzar los 11,5 cm de longitud total.

## Hábitat
Es un pez de clima templado (4 °C-18 °C).

## Distribución geográfica
Se encuentra en Eurasia: Austria, el Azerbaiyán, Bulgaria, el Canadá (introducido), Chequia, Georgia, Alemania, Grecia, Irán, Kazajistán, Rumanía, Rusia (introducido), Serbia, Ucrania, los Estados Unidos (introducido) y Uzbekistán (introducido),  incluyendo los ríos y estuarios del mar Negro, mar de Azov y el mar Caspio.

## Observaciones
Es inofensivo para los humanos.